# Флуоресцентна сијалица
Флуоресцентна цијев је светлосни извор у којем се видљива светлост добија на флуоресцентном слоју побуђеним ултраљубичастим зрачењем које настаје електричним избојем у смеши племенитих гасова. У односу на обичну сијалицу одликује је већи степен претварања електричне енергије у светлост и дужи животни век.
Флуоресцентна сијалица је сијалица слична компактној флуоресцентној сијалици. Разлика је у постављању, начину рада и величини. Користе се у канцеларијама, у школама и у другим објектима. Оне у себи садрже гас и малу количину живе (у милиграмима се мери количина Hg). Приликом завршетка радног века флуо цеви се морају рециклирати због садржаја токсичних елемемната као што су жива и фосфор. Због присутности фосфора стакло је бело.
На електричну мрежу се спаја преко предспојне направе - најчешће је то пригушница, иако се све више користе и електронске предспојне направе којима се због рада на вишој фреквенцији избегава неугодно осциловање, а повећава се и корисност.
Често се криво назива неонска цев, што је коректан назив само за цеви без живе и флуоресцентног слоја. Уобичајени назив за компактну изведбу с интегрираном електронским предспојном направом и Е27 подножјем је штедна сијалица.

## Историјске чињенице

### Откриће
Флуоресценција неких стена и минерала је била примећена стотинама година пре него што је била објашњена. Средином 19. века, експерименти су показали да ће се појавити слаба светлост на неким стакленим посудама, ако се кроз њих пусти електрична струја. Међу првима који су објаснили ту појаву је био ирски научник Џорџ Габријел Стокс, са Универзитета у Кембриџу, који је назвао ту појаву „флуоресценција”, након што је приметио да минерал флуорит може јако да светли, поготово због својих нечистоћа. Повезаност између електричне струје и светлости су даље развили британски научници Мајкл Фарадеј и Џејмс Клерк Максвел током 1840-их.
Мало тога се даље развијало, све до 1856. када је немачки дувач стакла Хајнрих Гајслер створио живину вакуумску пумпу, из које је исисао више ваздуха него ико пре тога. Када би се пропустила електрична струја кроз Гајслерову цев, појавило би се јако зелено светло на стакленим зидовима, близу катоде. Због својих занимљивих светлосних ефеката, почела се користити у забавним парковима. Један од првих научника, који је почео да врши експерименте са Гајслеровом цеви, био је Јулијус Пликер, који је приметио да се положај светла мења, ако је у близини неки извор електромагнетског поља. Александар Едмон Бекерел је приметио 1859. да неке материје одбијају светлост, када се смјесте унутар Гајслерове цеви и први је почео да врши експерименте са флуоресцентним материјама. Испитивања са Гајслеровом цеви су се наставила, а почеле су се добивати све боље и ефикасније вакуумске пумпе. Сав напредак у експериментима довео је до открића електрона 1897. године, који је открио Џозеф Џон Томсон.

### Прве гасне светиљке
Док се Бекерел више бавио научним експериментима, Томас Алва Едисон је радио на развоју флуоресцентног светла за комерцијалну примену. Године 1896. је изумео флуоресцентну светиљку, у којој се налазило једињење калцијум волфрамат, а побуду је вршио с рендгенским зракама. Иако је добио за то патент 1907. године, с производњом никад није започео. Никола Тесла је спроводио сличне експерименте, с високофреквентним флуоресцентним светиљкама током 1890-их, које су давале зеленкасту светлост, али такође није постигао комерцијални успех.
Едисонов запосленик, Данијел Макфарлан Мур је 1895. приказао светиљке дуге 2 до 3 метра, које је пунио с угљен диоксидом или азотом, и добијао је бело или ружичасто светло. Будући да су такве светиљке биле јако компликоване, на тржишту је више успеха имала обична волфрамова електрична сијалица.
Godine 1901. Питер Купер Хјуит је открио светиљку са живиним парама, која је за разлику од Мурове светиљке, радила с пуно нижим напонима. Те су светиљке већ имале бољи степен коришћења од електричне сијалице, али будући да су давале плаво-зеленкасто светло, нису нашле ширу примену.

### Прве неонске светиљке
Године 1898. је први пут неон издвојен из околног ваздуха. Када су га ставили у Гајслерову цев, давао је јако црвено светло. Прве врсте су биле истог облика као и данас али су биле прозирне и исијавале су љубичасту, а могле су и црвену боју. Биле су антимикробне као прве врсте.
Око 1910. године, Француз Жорж Клод је почео да развија неонске цеви, које су 30-их прошлог века биле главни извор осветљења у Француској. Он је пунио цеви, осим неоном, с аргоном и живиним парама, али како су имале мањи степен искоришћења од електричне сијалице, почеле су се користити за рекламе. Клод је успео да усаврши електроде на светиљкама. Осим тога, усавршио је и флуоресцентни премаз унутар цеви.

### Комерцијални успех флуоресцентних светиљки
Године 1934, Артур Холи Комптон известио је о првим успешним експериментима с флуоресцентним светиљкама. На основу тог извештаја, Џорџ Е. Инман, са својим тимом из фирме Генерал Електрик је направио први прототип, који се касније након побољшања успео да се пробије на тржишту.

## Принцип рада
Када се свјетиљка упали, електрична снага загрејава катоду довољно да избаци електроне. Ти електрони сударају се с атомима племенитих гасова, који се јонизују, унутар жарне нити унутар цеви, да би се тако створила плазма поступком ударне јонизације. Као резултат настаје јонска лавина, чиме проводљивост племенитог гаса нагло расте, допуштајући да више електричне струје тече кроз светиљку.
Основни начин како се електрична енергија претвара у светлосну енергију код флуоресцентних светиљки, заснива се на нееластичном сударању електрона. Улазни електрони с катоде сударају се с атомима живе у гасу. Ако слободни електрон има довољну кинетичку енергију, онда он преноси ту енергију на електроне у спољној орбити атома, узрокујући да он скочи привремено на виши енергетски ниво. Виши енергетски ниво електрона у атому живе је нестабилан, тако да се електрон враћа на нижи енергетски ниво, који је стабилнији, и при томе емитује фотон. Већина фотона која излазе из атома живе имају таласну дужину од 253,7 nm и 185 nm. Ти атоми нису видљиви за људско око, јер се налазе у ултраљубичастом подручју. Те фотоне затим упијају електрони у флуоресцентном слоју на унутрашњој страни цеви, који емитују фотоне у видљивом подручју за људско око. Разлика у енергији између улазног електрона с катоде и излазног фотона с флуоресцентног слоја, претвара се у загрејавање флуоресцентног слоја.

### Грађа светиљке
Флуоресцентна светиљка садржи гас који има паре живе и аргона, ксенона, неона или криптона под ниским притиском. Притисак унутар цеви је око 0,3% атмосферског притиска ваздуха. Унутрашња површина цеви је превучена флуоресцентним (а често и фосфоресцентним) премазом, који се израђује од мешавине различитих металних соли и соли ретких земаља. Луковица електроде је обично направљена од завојите нити волфрама и назива се катода, јер јој је првенствена улога избацивање електрона. Због тога, катода је обично превучена с мешавином баријум, стронцијум и калцијум оксида, да би имала ниску термоелектронску температуру.
Флуоресцентне светиљке су цеви дужине обично од 100 mm до 2,43 m. Понекад се цеви савијају у круг или у облику слова „U”. Флуоресцентне штедне сијалице имају мањи пречник, и обично се савијају у спиралу, да би омогућиле велику количину светла у малој запремини.
Флуоресцентна материја која емитује светло наноси се као слој боје заједно с органским растварачем. Цев се гре скоро до температуре топљења стакла да би се избацили органски састојци и да би се флуоресцентна материја слепила са зидом цеви након хлађења. Веома је важна пажљива контрола величине зрна флуоресцентног слоја; велика зрна, 35 μm или већа, стварају веома слаб слој, док премала зрна, 1 μm или мања, не могу створити јако светло. Најбоља зрна су величине 10 μm. Премаз мора бити довољно дебео да ухвати сво ултраљубичасто зрачење са живе, али не и толико дебео да упије превише видљиве светлости.

### Утицај температуре
На рад свјетиљке јако утиче температура на катоди, јер она је повезана с деломичним притиском живиних пара унутар цеви. Свака светиљка има малу количину живе, која мора испарити, да би се створило светло. Код ниских температуре, жива је у облику распршених капљица. Како се светиљка греје, жива се претвара у пару. Код виших температура, самоапсорпција смањује допринос живе и светла. Будући да се живина пара кондензира на најхладнијим местима, мора се светиљка врло пажљиво конструисати, да се избегне кондензација живиних пара. Да би се то умањило, користи се обично амалгам, а то је спој живе и других метала, чиме се притисак живине паре смањује, а радна температуре се може повећати. Ипак, катода остаје „хладна тачка” и мора се пажљиво контролисати конструкција да се спречи излазак живе из амалгама и кондензација на хладнијим местима.

### Губици
Жива под ниским притиском емитује 65% од укупног зрачења, на 254 nm линији и 10 – 20% на линији 185 nm. То ултраљубичасто зрачење затим упија флуоресцентни премаз, који емитује коначно видљиву светлост. Флуоресцентни премаз, заједно са стаклом цеви, спречава излазак штетних УВ зрака. Само се део улазне електричне енергије претвара у корисно светло. Један део се губи грејањем пригушнице, која би требала да има ефикасност око 90%. Пад напона на електродама је сталан. Један део енергије су губи на живину пару, али око 85% се претвара у УВ зраке и видљиву светлост. Губици настају и када се УВ зраци претварају у видљиву светлост на флуоресцентном премазу. Код новије генерације светиљки, на 100 улазних фотона УВ зрака, добије се 86 фотона видљиве светлости. Будући да улазни УВ фотони имају енергију 5,5 eV, а излазни фотони видљиве светлости око 2,5 eV, тако се искористи само 45% УВ енергије.

### Светиљке с хладном катодом
Велика већина флуоресцентних светиљки имају електроде које раде у облику термоелектронске емисије, то значи да остварују довољно високу температуре, да би могле ослободити електроне. Постоје и такве флуоресцентне светиљке које раде с хладним катодама, на нижим температурама од температуре термоелектронске емисије, довољне да ослободе електроне и без посебног премаза. То не значи да су електроде хладне, у ствари оне су још увек врло топле. Због тога је њихов век трајања пуно дужи. Обично се користе као позадинско светло код ЛЦД екрана.
Хладне катоде су у бити мање ефикасне, јер је потребан већи пад напона у цеви између електрода. Повећани пад напона доводи до већег расипања енергије у цеви, али то не доводи до повећаног излаза светлости. Повећано расипање енергије у цеви значи да такве флуоресцентне светиљке требају да раде под мањим оптерећењем од нормалних, могу се произвести с дужим цевима, па чак се могу ставити више њих у серију. Цеви се могу лакше савијати у посебне облике, и могу се брзо палити и гасити

### Покретање или старт
Атоми живе требају бити јонизовани пре него што светиљка почне да ради. Код малих светиљки није потребно пуно напона да се покрене рад, али за дугачке цеви потребан је додатни напон, понекад реда величине хиљаду волти.

#### Прекидач старта с предгревањем (енгл.)
Та техника користи комбинацију жарне нити и катоде, на сваком крају цеви, заједно с механичким или аутоматским прекидачем, који у почетку повезује жарну нит у серију с пригушницом и тако жарну нит предгрејава пре самог избијања електрона. Тај систем је стандардан за улазне напоне 200 – 240 V.
Аутоматски тињајући стартер има малу тињалицу, која се пуни неоном или аргоном, с биметалном електродом. Када се укључи струја, тињалица загреје гас у стартеру и биметал се савија према електроди. Када дотакне електроду, две жарне нити и пригушница се спајају у серију на улазном напону. То узрокује да жарне нити почну да избацују електроне због термоелектронске емисије. У тињалици стартера, биметал се одмакне и гас се почне хладити. Индуктивни отпор са пригушнице омогућава високи напон неопходан да се светиљка покрене. Стартер има додатно један кондензатор, повезан паралелно с тињалицом, ради пружања дужег радног века електроди. Када светиљка почне да светли, катода је довољно топла и стартер се укључује. Осим тога, радни напон светиљке није довољан да укључи поново тињалицу. Међутим, понекад се тињајући стартер укључи пар пута, пре него се катода довољно угреје.
Електронски стартери користе пуно комплициранији начин да предгреју катоду, обично специјално конструисан полупроводнички прекидач. Они се програмирају са предефинисаним временом предгрејавања, обично унутар 0,3 секунде.

#### Тренутни стартер (енгл.)
У неким случајевима, високи напон се користи директно за покретање светиљке. Могу се препознати по додатном пину на крајевима цеви. Јефтина опрема с уграђеном електронском пригушницом ствара тренутни старт, иако то смањује век трајања светиљке.

#### Хитар стартер (енгл.)
Новија врста стартера користи жарну нит унутар пригушнице, и тако хитро загрејава катоду с ниским напонима. Тај стартер не користи вршни напон, већ светиљка мора бити смештена близу уземљеног рефлектора да омогући загревање катоде. Код неких светиљки, додатне траке за уземљење су спојене на цеви.

#### Брзи стартер (енгл.)
Он користи мали аутотрансформатор да греје жарне нити кад се прекидач укључи. Након пола секунде се грејање смањи. Аутотрансформатор се може сместити с пригушницом или као посебна јединица. Цијеви требају бити уграђени у близини уземљених металних рефлектора.

#### Полурезонантни стартер (енгл.)
Овај тип стартера је открило предузеће Thorn Lighting за употребу на Т12 флуоресцентним светиљкама. Користи двоструко намотани трансформатор и кондензатор. Код покретања тај стартер створи двоструко већи напон од радног напона. Како се електроде загрејавају, након 3 – 5 секунди, свеетло добије пуни сјај и затим напон пада на нормалну вредност. Због веће цене, користи се углавном код индустријских инсталација. Посебно је погодан у хладним условима.

#### Електронска пригушница (енгл.)
Електронска пригушница користи транзисторе да би променила фреквенцију главног извора у високофреквентну наизменичну струју, а исто за регулацију протока струје кроз светиљку. Предност је такође што високофреквентна струја повећава искористљивост светиљке. На фреквенцијама од 10 kHz, ефикасност се повећа и до 10% у односу на нормалну светиљку.

## Флуоресцентни слој и спектар емитованог светла
Спектар светла емитираног с флуоресцентне светиљке је комбинација светла директно емитованог са живиних пара и светла емитованог са флуоресцентног премаза. Спектралне линије добијене емисијом живе и флуоресцентног материјала дају друкчије светло од класичне електричне сијалице.

### Температура боје
Температура узајамно везаних боја (енгл. correlated color temperature – CCT) је мера белине извора светлости, у поређењу са црним телом. Електрична сијалица има температуру 2700 K, која је жућкасто бела. Халогене светиљке имају 3000 K. Код флуоресцентних светиљки одговарајући ЦЦТ се добива променом мешавине унутар цеви. Топло бела флуоресцентна материја има ЦЦТ 2700 K и популарна је за домаћинства. Неутрално бела флуоресцентна материја има ЦЦТ од 3000 до 3500 K. Хладно бела флуоресцентна материја има ЦЦТ 4100 K и популарна је за службене просторије. Постоји и флуоресцентна материја која опонаша дневно светло, има ЦЦТ од 5000 до 6500 K и изгледа модро бело.
Људско око опажа ниже температуре боја пуно природније (Круитофова крива). Тако се електрична сијалица са ЦЦТ 2700 K доживљава као природна, као и сјајна 5000 K светиљка, док бледа 5000 K светиљка се доживљава као да је превише без сјаја.

### Индекс упоређивања боја
Индекс упоређивања боја (енгл. color rendering index - CRI) је мера како се добро може осетити боја користећи светло од извора, у поређењу са дневним светлом, исте температуре боје. По дефиницији, ЦРИ електричне сијалице је 100. Различите флуоресцентне светиљке имају ЦРИ од 50 до 99. Тако нпр. флуоресцентне светиљке са премалим ЦРИ имају флуоресцентну материју која емитује премало црвене боје. Тада кожа изгледа премало ружичаста и тиме нездраво.

### Састав флуоресцентне материје
Једно од најнеугоднијих светала долази од старије имплементације светиљке која је садржавала халофосфатни тип флуоресцентне материје (хемијске формуле : Sb3+, 2+). Тај тип је емитовао углавном жуту и плаву боју, а премало зелене и црвене. ЦРИ је 60.
Од 1990-их се користе мешавине већег квалитета, са вишим ЦРИ, тзв. трифосфорна мешавина, која се заснива на еуропијуму и тербијуму, који имају емисију светлости распоређену по целом подручју видљиве светлости. Његов ЦРИ је од 82 до 99.
| Типична флуоресцентна светиљка са флуоресцентном материјом легура ретких земаља |  | Типична „хладно бела” флуоресцентна светиљка користи смешу две легуре ретких земаља, 3+, 3+: за зелену и плаву емисију и : Y2O3 за црвену. Треба напоменути да неколико врхова долази од живе. То је најчешћи модел који се данас користи. |
| Спектар УВ светиљки                                                             |  | Обично је само једна флуоресцентна материја присутна код УВ светиљки, која се састоји од еуропијума – помешан са стронцијум флуороборатом.                                                                                                 |

## Карактеристике

### Врсте пригушница
Постоје магнетна или обична и електронска код које сијалица не трепери и одмах се укључи, док се код магнетне не укључи одмах.

### Предности и мане у односу на обичну (инкандесцентну сијалицу)
Неонска сијалица троши 5 пута мање струје него обична сијалица, траје дуже, јаче сија и мање се греје. Доступна је у разним величинама и температурама као 6500К и 2700К а појавиле су се и нове LED неонке које троше још мање струје у односу на неонске сијалице. То су предности.
Обична сијалица исијава пуном снагом одмах након укључења, док флуо цеви не сијају одмах јер се морају угрејати. Нису погодне за често паљење и гашење, и купатила док класичне јесу, односно боље су класичне на краће стазе.

### Цена
Цена се креће од 50 РСД па до 4000 РСД у неким продавницама

### Произвођачи
Познати произвођачи су: Philips, General electric, Osram.

### УВ Сијалице
Ув сијалице се користе у соларијуму и за проверу оригиналности новчанице. Оне исијавају слабу љубичасту светлост.

### Губици
Жива под ниским притиском емитује 65% од укупног зрачења, на 254 нм линији и 10 – 20% на линији 185 нм. То ултраљубичасто зрачење затим упија флуоресцентни премаз, који емитује коначно видљиву свијетлост. Флуоресцентни премаз, заједно са стаклом цеви, спријечава излазак штетних УВ зрака. Само се део улазне електричне енергије претвара у корисно свјетло. Један део се губи грејањем пригушнице, која би требало да има ефикасност око 90%. Пад напона на електродама је сталан. Један део енергије су губи на живину пару, али око 85% се претвара у УВ зраке и видљиву свјетлост. Губици настају и када се УВ зраци претварају у видљиву свјетлост на флуоресцентном премазу. Код новије генерације светиљки, на 100 улазних фотона УВ зрака, добије се 86 фотона видљиве светлости. Будући да улазни УВ фотони имају енергију 5,5 еВ, а излазни фотони видљиве светлости око 2,5 еВ, тако се искористи само 45% УВ енергије

### Величина контаката и њихови називи
Постоји 5 величина, а то су: Т5, Т8 Т10 Т12,Т17. Флуо цеви типа Т12 се ретко могу купити јер су застареле,гломазне,и зато што се магнетне пригушнице мање користе тј.замењују се електронским пригушницама код којих се стављају нова грла у која не иде стартер, у такво грло иду цеви врста Т5 и Т8. Цеви Т10 и Т17 су посебне јер је Т10 цев била намењена да за исту снагу Т12 цеви даје више светла. Т17 цеви се користе у Америци и спадају у класи цеви са веома јаким светлосним флуксом (VHO,UHO,SHO...). Т12 цеви се могу и данас нормално користити,али се тешко набављају у продавницама.

### Како их искористити ако не раде
Могу се користити да држе неко дрво или неку младу и осетљиву биљку за време јаког ветра, али опрезно јер ако се разбију може се лако посећи на стакло.